# Силанг, Диего

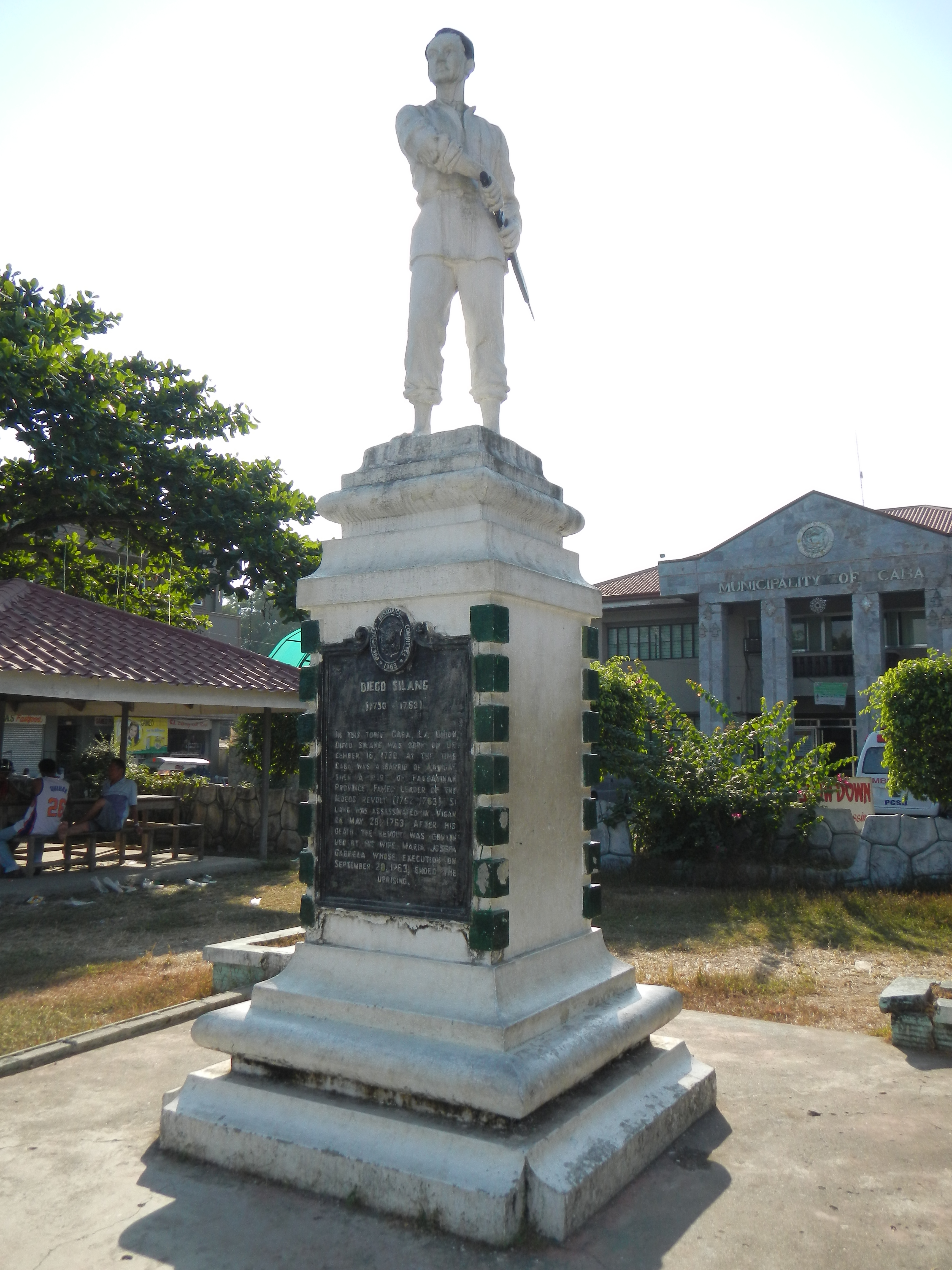
Памятник Диего Силангу в Каба, провинция Ла-Унион

Диего Силанг (исп. Diego Silang; 16 декабря 1731, Арингай (ныне провинция Ла-Унион) — 28 мая 1763, Виган) — филиппинский инсургент, один из лидеров филиппинского восстания против испанского владычества (1762—1763).

## Биография
Представитель народа пангасинан. Происходил из семьи илокосских принсипалес (филиппинской помещичье-бюрократической верхушки). Мальчиком служил в местном испанском монастыре. Позже зарабатывал на жизнь, работая курьером между Виганом и Манилой. Примерно в то же время встретил и полюбил молодую вдову Габриэлу. После свадьбы они несколько лет жили в Вигане. Когда английские войска вторглись и завоевали Манилу в октябре 1762 года, Д. Силанг призвал своих соотечественников в Илокосе сражаться с англичанами.
Силанг хотел заменить представителей испанских властей в Илокосе местными чиновниками и предложил помощь в борьбе против британцев, однако испанцы вместо этого передали все полномочия католическому епископу в Вигане, который отклонил предложение Силанга. Отряд Силанга напал на город, взял его и заключил в тюрьму некоторых священников.
Затем он заключил союз с англичанами, которые назначили его губернатором Илокоса и пообещали ему военное подкрепление, которого он так и не дождался.
Возглавленное им восстание (1762—1763), в провинции Илокос (о. Лусон) в период оккупации Манилы британскими войсками, в ходе Англо-испанской войны (1761—1763) было направлено против произвола испанских монахов и чиновников, за независимость народа илоков.
Основную массу мятежников составляли крестьяне, активное участие принимали и представители принсипалес, недовольные колониальным гнётом. Восстание Д. Силанга было одним из наиболее массовых и организованных антиколониальных движений на Филиппинах в XVIII веке.
В мае 1763 года Силанг был убит в собственном доме своим другом, участником восстания, по приказу сановников церкви. После его смерти восстание взяла на себя его жена Габриэла Силанг, которая собрала распорошенные силы повстанцев, создала штаб и поклялась мятежникам продолжить борьбу и дело своего мужа. Она реорганизовала отряд, возглавила и повела около 2000 повстанцев в атаку на испанские войска в Уигане. Атака инсургентов была отбита, Габриэла бежала, однако была поймана и повешена вместе с другими повстанцами в Вигане 29 сентября 1763 года.